# Манджаротти, Дарио
Да́рио Манджаро́тти (итал. Dario Mangiarotti, 18 декабря 1915, Милан, Италия — 9 апреля 2010, Лаванья, Лигурия, Италия) — итальянский фехтовальщик на шпагах, олимпийский чемпион Игр в Хельсинки (1952) и 5-кратный чемпион мира.
Сын Джузеппе Манджаротти, выступавшего за итальянскую сборную по фехтованию на Олимпиаде 1908 года в Лондоне, старший брат Эдоардо Манджаротти и Марио Манджаротти. Его племянница Карола Манджаротти участвовала в Олимпийских играх 1976 и 1980 годов. По окончании карьеры с 1967 года возглавлял итальянскую спортивную школу по фехтованию Circolo della Spada.

## Спортивные результаты

### Олимпийские игры
- 1948 — серебро в командной шпаге
- 1952 — олимпийский чемпион в командной шпаге, серебряный призёр в индивидуальной шпаге (уступил только своему брату Эдоардо).

### Чемпионаты мира
- Золото:
  - 1937, 1949, 1950, 1953 — командная шпага,
  - 1949 — индивидуальная шпага;
- Серебро:
  - 1951, 1970 — командная шпага;
- Бронза:
  - 1938, 1947 — командная шпага,
  - 1950 — индивидуальная шпага.